# Exochus nigrifaciatus
Exochus nigrifaciatus är en stekelart som beskrevs av Momoi, Kusigemati och Nakanishi 1968. Exochus nigrifaciatus ingår i släktet Exochus och familjen brokparasitsteklar. Inga underarter finns listade i Catalogue of Life.